# Raïon de Volodarsk
Le raïon de Volodarsk (en russe : Волода́рский райо́н) est une entité territoriale (district, ou raïon) de Russie, dépendant administrativement de l'oblast de Nijni Novgorod.
Son chef-lieu administratif est la ville de Volodarsk.

## Géographie
Le raïon de Volodarsk confine au nord avec l'okroug urbain de Tchkalovsk et l'oblast d'Ivanovo ; à l'est avec le raïon de Balakhna et l'okroug urbain de Dzerjinsk ; au sud avec l'Oka et les raïons de Bogorodsk et Pavlovo ; et enfin à l'ouest avec l'oblast de Vladimir. Il s'étend sur 1 045,6 km2.

## Histoire

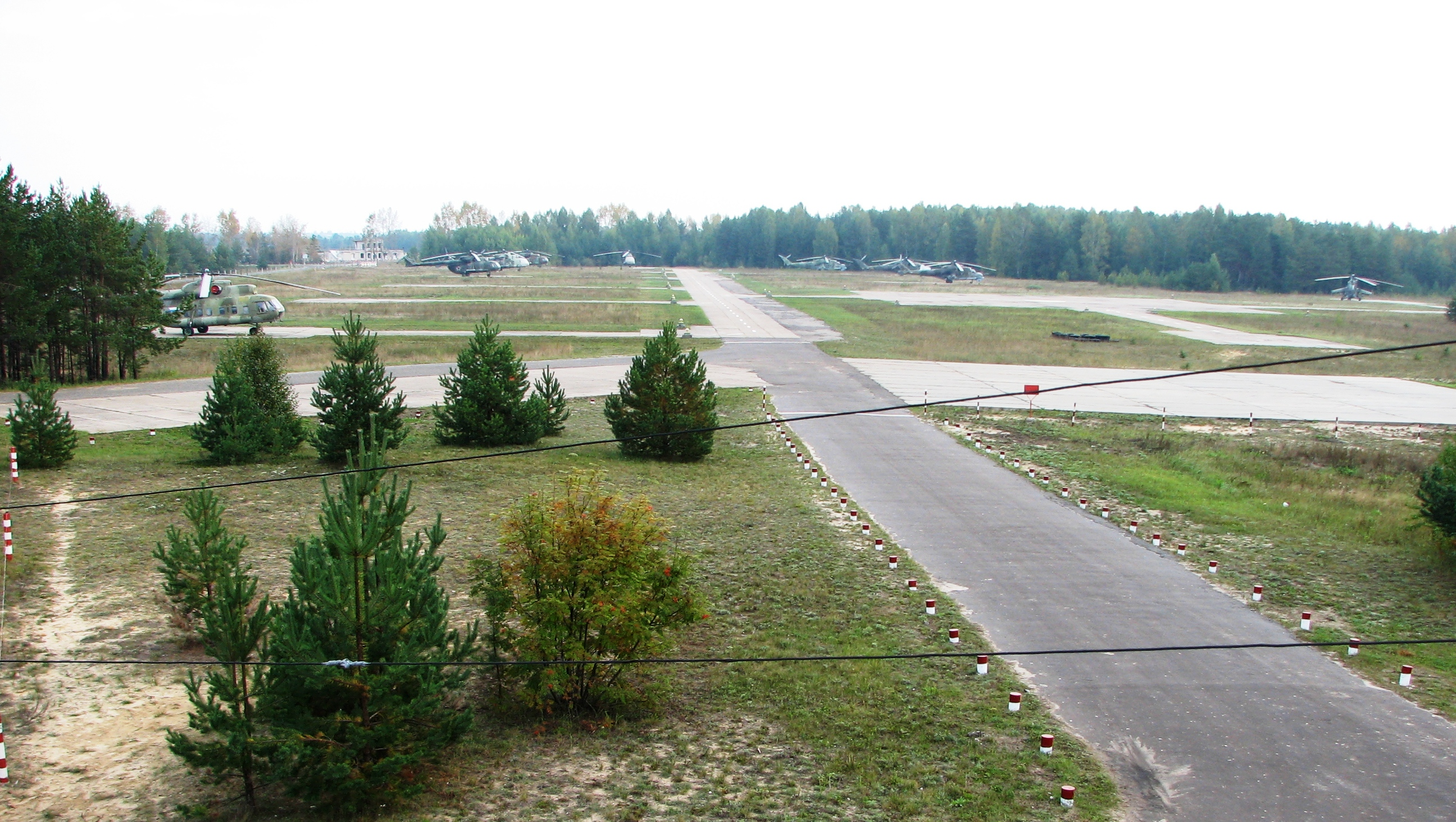
Aérodrome militaire de Moulino.

Le raïon a été formé en 1943, puis supprimé en 1959 (uni à celui de Dzerjinsk), puis formé à nouveau en 1985.

## Population
49 191 habitants en 1989 ; 59 498 en 2002 ; 58 807 en 2010 ; 58 169 en 2015 ; 57 962 en 2020.
Emploi
La population active représentait environ 35 000 personnes et le nombre de retraités 13 000 personnes en 2010. Une base militaire s'est installée en 2010 à Moulino.
Religions

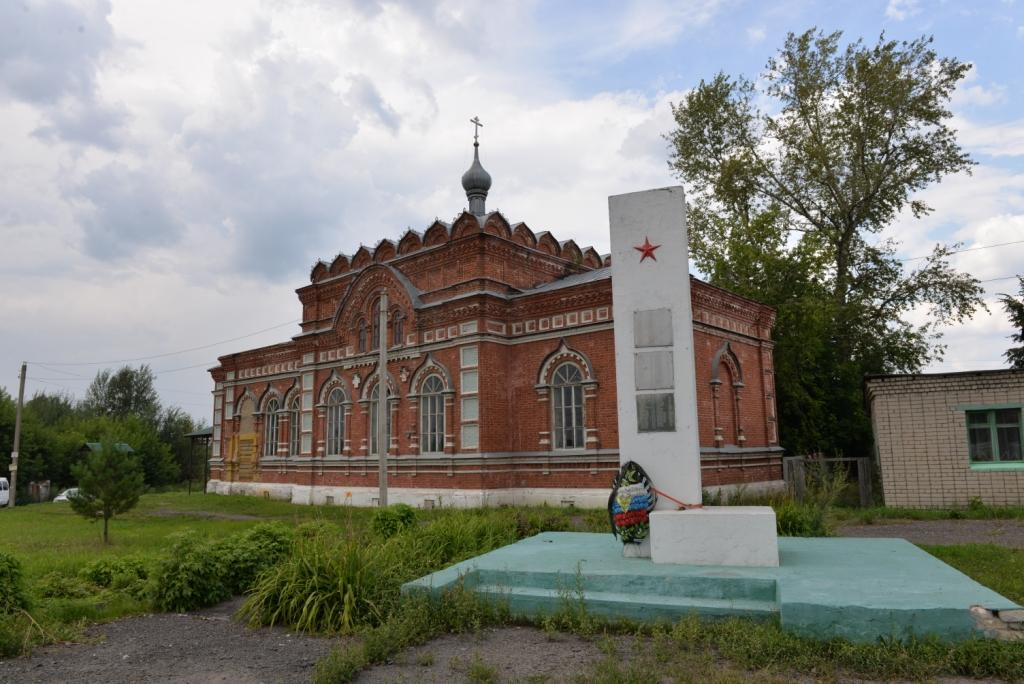
Église de Miatchkovo.

La majorité des habitants sont baptisés dans l'Église orthodoxe russe; un certain nombre d'habitants appartiennent aux vieux-croyants théodosiens sans prêtres. Des églises ou chapelles orthodoxes sont présentes à Volodarsk, dans les villages d'Ilinogorsk, Moulino, Smolino, Tsentralny, Rechetikha, Novosmolinski, Iouganiets, Florichtchi (avec le monastère de Florichtchi), et les petits villages de Starkovo, Miatchkovo. Il y une maison de prières de vieux-croyants théodosiens à Volodarsk, une communauté adventiste à Rechetikha et une mosquée à Krasnaïa Gorka.

## Communes
- Municipalité de Volodarsk ; centre administratif Volodarsk, 9898 habitants
- Commune industrielle d'Ilinogorsk ; centre administratif Ilinogorsk, 7 142 habitants
- Commune de Rechetikha ; centre administratif Rechetikha, 6 620 habitants
- Commune de Smolino ; centre administratif Smolino, 2 422 habitants
- Commune de Florichtchi ; centre administratif Florichtchi, 1 396 habitants
- Commune de Tsentralny ; centre administratif Tsentralny, 3 197 habitants
- Commune de Iouganiets ; centre administratif Iouganiets, 2 705 habitants
- Commune rurale de Zolino ; centre administratif Novosmolino, 5 639 habitants
- Commune rurale d'Ilino ; centre administratif Ilino, 2 991 habitants
- Commune rurale de Krasnaïa Gora ; centre administratif Krasnaïa Gorka, 1 460 habitants
- Commune rurale de Moulino ; centre administratif Moulino, 14 492 habitants.

Il y a une ville et trente et un communes urbaines, rurales, villages et hameaux dans le raïon.

## Économie

### Industrie
Douze grandes entreprises industrielles de transformation se trouvent dans le raïon, dont:
- ООО Moulins de Bougrovsk (Бугровские мельницы) — production de farine;
- ООО Combinat Volodarski (Мукомольный комбинат «Володарский») — production de farine et de semoule;
- ООО Usine Lakokraska-Iouganiets («Лакокраска-Юганец») — production de laque, oxyde de zinc.

### Agriculture
- ОАО Agrofirma Ptistefabrika Seïmovskaïa («Агрофирма «Птицефабрика Сеймовская») — production d'œufs, de viande volaille, de conserves de volailles;
- ООО Moulinskoïe rybovodnoïe khozaïstvo («Мулинское рыбоводное хозяйство») — production d'esturgeons;
- ООО More moloka («Море молока») - produits laitiers;
- ОАО SIP Agro-Seïma (СИП «Агро-Сейма»).

l'on compte quatre grandes entreprises agricoles dont quatre macro-entreprises et six grandes fermes privées. La production représente 3 milliards de roubles en 2018.

### Transports
Trains régionaux et autocars par Dzerjinsk et Moulino, Novosmolino.

## Culture et éducation
Enseignement:

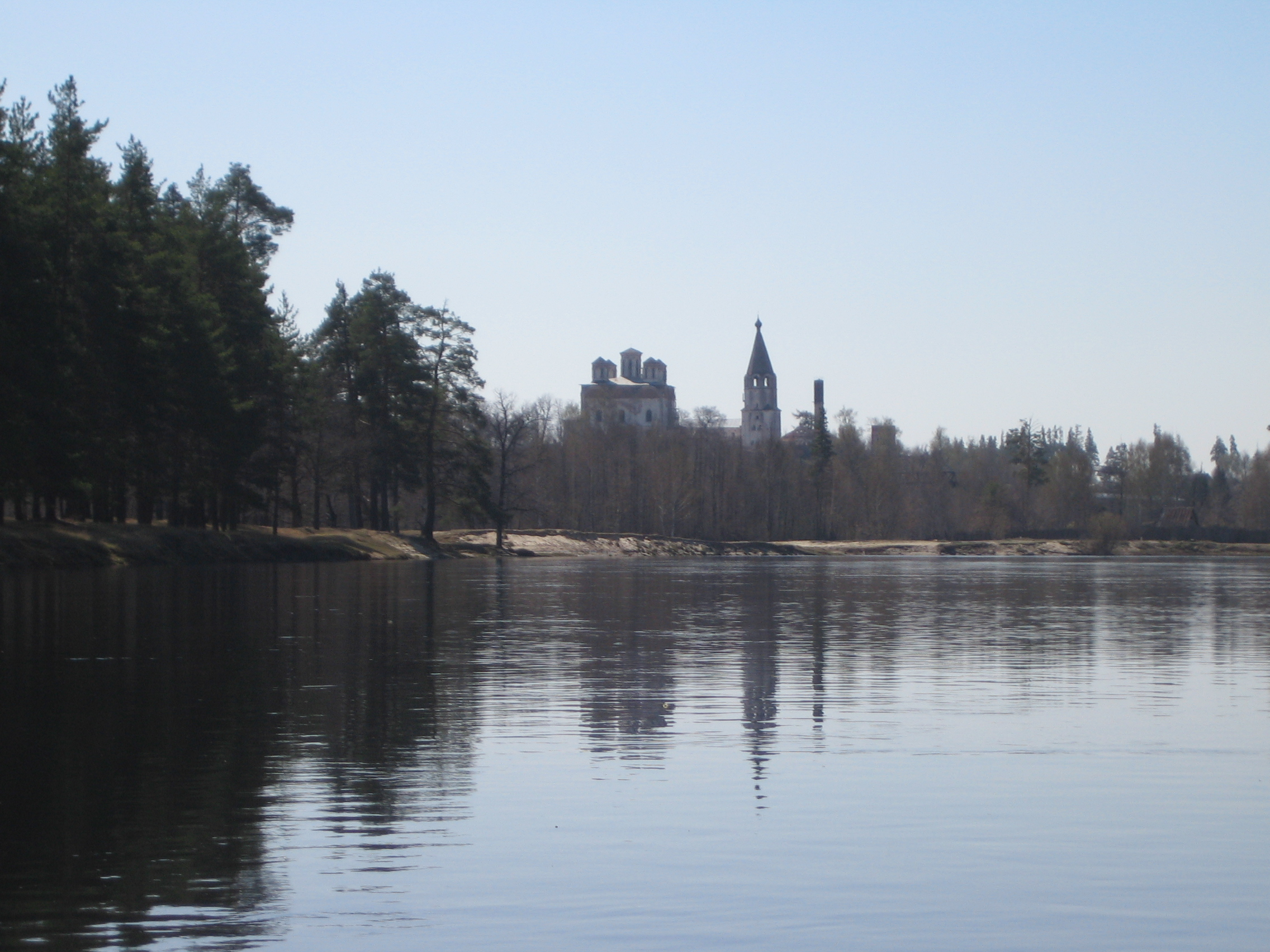
Monastère de Florichtchi (monument protégé).

Il y a 15 écoles d'enseignement général dans le raïon dont 3 à Volodarsk.
En outre sont en activité:
- 5 centres de réhabilitation pour adolescents;
- 19 établissements préscolaires.

Culture et sport:
On trouve dans le raïon:
- 1 musée;
- 3 centres de culture physique;
- 4 stades;
- 4 écoles d'art;
- 6 écoles artistiques;
- 13 écoles musicales;
- 13 complexes sportifs;
- 14 bibliothèques;

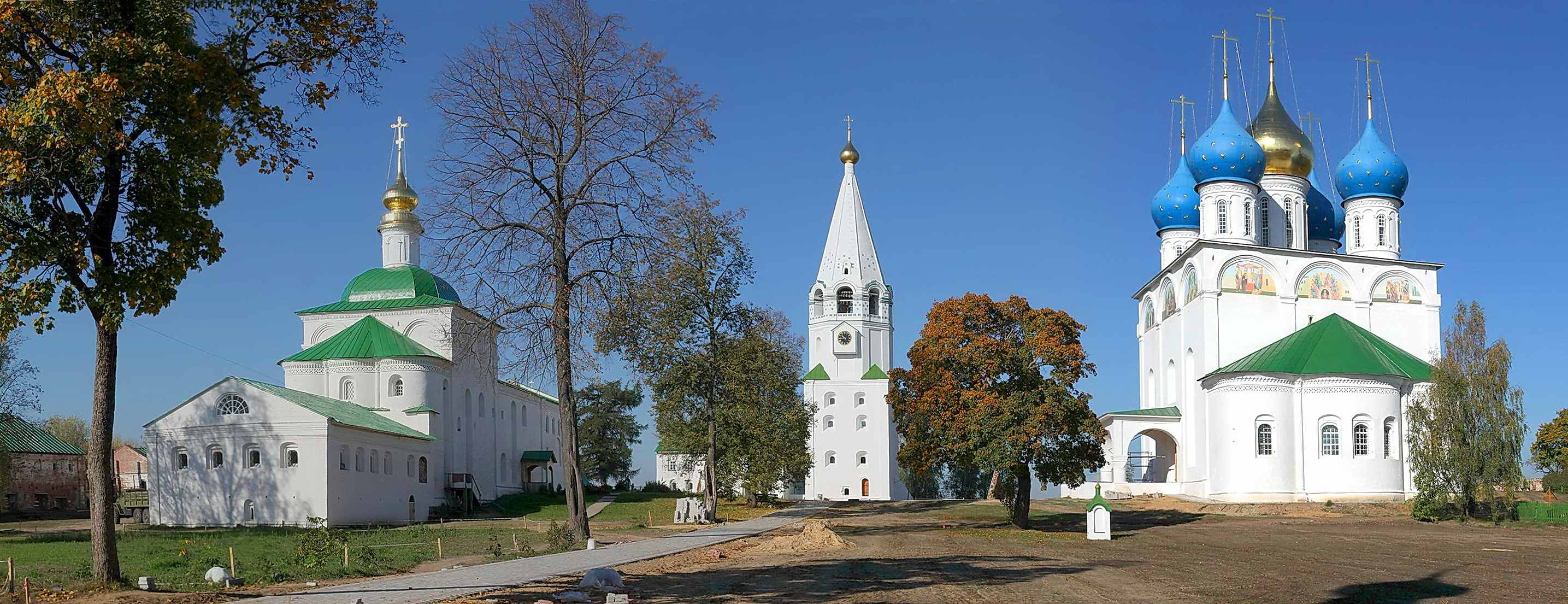
Monastère de Florichtchi.

- 26 associations citoyennes dont 17 syndicats;
- 35 clubs;
- les centres de jeunesse «Radouga» (arc-en-ciel), «Sambo» et d'autres;
- association de chasseurs et pêcheurs.

Le raïon publie le journal local Znamia («Знамя»), de parution hebdomadaire.

## Santé
Les soins médicaux sur le territoire du district de Volodarsk sont fournis par l'établissement de santé budgétaire de l'État de l'oblast de Nijni Novgorod "Volodarskaïa CRH" (ЦРБ). L'hôpital militaire de Moulino dépend quant à lui du ministère de la Défense.
Assistance médicale d'urgence effectué par le service d'ambulance ГБУЗ НО «Володарская ЦРБ».
Soins ambulatoires et polycliniques il y a 5 polycliniques (de Volodarsk, d'Ilino, de Rechetikha, de Iouganiets, de Florichtchi), 4 dispensaires ambulatoires (de Smolino, de Novosmolino, de Moulino, de Tsentralny), 7 centres d'accouchement (Miatchkovo, Zolino, Ilino, Ilina Gora, Krasnaïa Gorka, Injenerny, Moulino).
Assistance aux patients hospitalisés 4 centres:  Ilino, Rechetikha, Iouganiets, Florichtchi.
Service médical et diagnostical représenté par des laboratoires cliniques, biochimiques et bactériologiques, des salles de fluorographie et de radiographie, des salles d'échographie, FGDS, ECG, physiothérapie, mammographie. L'hôpital est équipé d'équipements modernes pour les diagnostics aux rayons X, les examens fonctionnels, de laboratoire et d'échographie.
Les spécialistes de l'hôpital du district central de Volodarsk sont toujours prêts à fournir aux patients de toute la région des soins médicaux complets. Environ 8 500 patients reçoivent des soins médicaux à l'hôpital chaque année. Dans les cliniques externes du district, plus de 250 000 visites sont effectuées par an.
Subdivisions:
- Polyclinique de Volodarsk,
- Polyclinique d'Ilino,
- Dispensaire d'Ilino,
- Polyclinique de Rechetikha,
- Dispensaire de Rechetikha,
- Polyclinique de Iouganiets,
- Dispensaire de Iouganiets,
- Dispensaire de Florichtchi,
- Cabinet médical de Florichtchi,
- Service ambulatoire de Smolino,
- Service ambulatoire de Novosmolino,
- Service ambulatoire de Moulino,
- Service ambulatoire de Tsentralny,
- Centre d'accouchement de Miatchkovié,
- Centre d'accouchement de Zolino,
- Centre d'accouchement d'Ilino,
- Centre d'accouchement de Krasnaïa Gorka,
- Centre d'accouchement d'Injenerny.
- Centre d'accouchement de Moulino,
- Centre d'accouchement d'Ilinoïe Gore,
- Service d'assistance d'urgence.

Les principaux soins hospitaliers d'urgence et planifiés sont fournis à l'hôpital d'Ilinogorsk où il y a des services de chirurgie de 55 lits, de 40 lits de neurologie, de 80 lits thérapeutiques et une unité de soins intensifs de 10 lits, ainsi que 30 lits d'hôpital de jour. De plus, une sous-station centrale de soins ambulatoires est située dans le village d'Ilinogorsk. 5 brigades d'ambulances sont de service dans le district.
En outre il y a un EHPAD pour 180 personnes, une maison d'enfance pour 70 places, un internat pour enfants déficients mentaux de 40 places.